# Уполномочен революцией (фильм)
«Уполномочен революцией» — советский трёхсерийный художественный телевизионный фильм режиссёра Зиновия Ройзмана. Производство — «Узбекфильм» по заказу Гостелерадио СССР.

## Сюжет
Фильм рассказывает о военной составляющей процесса установления советской власти в Туркестане в 1919 году. Подавлением националистов, поддерживаемыми английской разведкой, за независимость от СССР, известных как Басмачество, руководили Валериан Куйбышев и Михаил Фрунзе. Заканчивается фильм успешным проведением Бухарской операции.

## В ролях
- Николай Ерёменко-младший — В. В. Куйбышев
- Сергей Никоненко — М. В. Фрунзе
- Саидкамиль Умаров — Юлдаш Ахунбабаев
- Шухрат Иргашев — Рыскулов
- Интс Буранс — Цируль
- Элгуджа Бурдули — Элиава
- Шавкат Абдулсаламов — Рахматов
- Аристарх Ливанов — Бабачев
- Жанна Прохоренко — Фомичева
- Николай Кочегаров — Рудзутак
- Александр Аржиловский — Сергей Сухарев

## Съёмочная группа
- Режиссёр-постановщик — Зиновий Ройзман
- Ассистенты режиссёра — В. Яковлев, Э. Кенжаев, А. Уланов
- Авторы сценария — Зиновий Ройзман, Эдуард Вериго, Борис Шапиро-Тулин
- Главный оператор — Леонид Травицкий
- Композитор — Дмитрий Янов-Яновский